# 口赋
口赋，秦汉时政府按人口征收的人头税。亦称“口钱”、“头钱”、“口算”。一说为人头税的泛称。
中国古代的赋税制度中，“赋”是按人丁征收的人口税。“口赋”，即“口算”，亦称“口钱”，按口计赋,以口取钱也。口赋秦朝以前就已经存在，如“田租口赋”、“头会箕赋”等著录。秦朝按人头数摊派，缴纳实物或货币。董说《七国考》引《大事记》：“渭水不洗口赋起。”董仲舒曾说，秦田租、口赋、盐铁之利二十倍于古，汉兴循而未改。汉朝沿袭战国和秦的旧制。由战国以前的军赋蜕变而来，故汉代仍以“为治库兵车马”的名义征收。汉朝专指儿童人口税。百姓七岁到十四岁出口赋钱，一人23钱。20钱是给天子的，3钱是汉武帝加口钱以补车骑马。《贡禹传》说三岁就开始出口钱。有人说口赋起征年龄本来是七岁，汉武帝提早到三岁。另有说法是本来起征年龄是三岁，汉元帝采纳贡禹的建议，改成七岁开始出口赋。东汉末年，政治黑暗，口赋有时从一岁起征，以至于“民多不举子”，口赋此时负担最重。